# Špela Pretnar
Špela Pretnar nació el 5 de marzo de 1973 en Bled (Eslovenia), es una esquiadora retirada que ganó una Copa del Mundo en Eslalon y tiene seis victorias en la Copa del Mundo de Esquí Alpino (con un total de trece pódiums).

## Resultados

### Juegos Olímpicos de Invierno
- 1994 en Lillehammer, Noruega
  - Eslalon: 11.ª
  - Eslalon Gigante: 12.ª
  - Descenso: 23.ª
- 2002 en Salt Lake City, Estados Unidos
  - Eslalon Gigante: 20.ª
  - Eslalon: 20.ª

### Campeonatos Mundiales
- 1993 en Morioka, Japón
  - Eslalon Gigante: 6.ª
  - Super Gigante: 7.ª
  - Eslalon: 22.ª
- 1997 en Sestriere, Italia
  - Eslalon Gigante: 11.ª
  - Eslalon: 12.ª
- 1999 en Vail, Estados Unidos
  - Eslalon Gigante: 8.ª

### Copa del Mundo

#### Clasificación general Copa del Mundo
- 1991-1992: 99.ª
- 1992-1993: 55.ª
- 1993-1994: 15.ª
- 1994-1995: 7.ª
- 1996-1997: 48.ª
- 1997-1998: 19.ª
- 1998-1999: 19.ª
- 1999-2000: 7.ª
- 2000-2001: 36.ª
- 2001-2002: 49.ª
- 2002-2003: 65.ª

#### Clasificación por disciplinas (Top-10)
- 1993-1994:
  - Combinada: 9.ª
- 1994-1995:
  - Eslalon Gigante: 3.ª
  - Combinada: 6.ª
- 1997-1998:
  - Eslalon: 10.ª
- 1998-1999:
  - Eslalon: 7.ª
- 1999-2000:
  - Eslalon: 1.ª

#### Victorias en la Copa del Mundo (6)

##### Eslalon Gigante (1)
| Fecha               | Lugar  |
| ------------------- | ------ |
| 18 de marzo de 1995 | Bormio |

##### Eslalon (5)
| Fecha                   | Lugar           |
| ----------------------- | --------------- |
| 23 de marzo de 1999     | Åre             |
| 20 de noviembre de 1999 | Copper Mountain |
| 9 de enero de 2000      | Berchtesgaden   |
| 12 de febrero de 2000   | Santa Caterina  |
| 20 de febrero de 2000   | Åre             |